# Glismod
Glismod van Hamaland (circa 975/980 - circa 1040) was markgravin-gemalin van Oostenrijk.

## Levensloop
Ze was de dochter van graaf Immed IV van Hamaland en diens vrouw Adela van Hamaland. Over Glismods leven is bijna niets bekend.
Glismod huwde op een onbekend tijdstip met Adalbert van Oostenrijk. Het was in ieder geval voor Adalbert in 1018 markgraaf van Oostenrijk werd. Ze kregen twee kinderen:
- Ernst de Strijdbare (1027-1075), vanaf 1055 markgraaf van Oostenrijk
- Leopold (gestorven in 1043), markgraaf van de Hongaarse mark